# Бардесан
Бардесан или Барзани (сиријски: ܒܪܕܝܨܢ, изговора се Бар-Дизани; 154–222) је био ранохришћански гностик из Сирије, научник, астролог, филозоф и песник .

## Биографија
Барзани је рођен у Едеси 11. јула 154. (или 164) године, од угледних родитеља. Због политичких превирања у Едеси, читава породица је на неко време прешла у Хијераполис, снажан центар паганизма. Са 25 година је чуо проповеди Хистаспеса, епископа Едесе, након чега је крштен у хришћанство око 179. године. 
Са 63 године је био приморан да избегне у Јерменију 216. године, где је покушао да шири јеванђеље, али са мало успеха. Умро је у 68. години живота, остављајући иза себе три сина: Хармонија, Абгаруна и Хасдуа.

## Учење
Барзани је доста писао, а неки од списа су му усмерени против гностика Маркиона и Валентина, који су били његови савременици. Био је добар познавалац Индије, о чему је написао књигу, која је изгубљена. Барзани је изучавао и вавилонску астрономију, коју је покушао да помири са хришћанском догмом, из чега је настало својеврсно учење које је од стране Цркве проглашено за јерес. Уз помоћ сина је написао велики број химни на сиријском, кроз које је излагао своје учење. Његово учење извршило је утицај на неке хришћанске писце. Из његовог дела Књига закона Јевсевије Памфил и још неки црквени оци су преузели фрагменте и превели на грчки са оригиналног сиријског. 
Барзани сматра да је Христово тело нестварно и да неће бити васкрснућа у будућности.